# Czendiemierowo
Czendiemierowo (ros. Чендемерово) – wieś (dieriewnia) w Rosji, w Mari El, w rejonie siernurskim. W 2010 liczyła 343 mieszkańców.